# Roy Batty

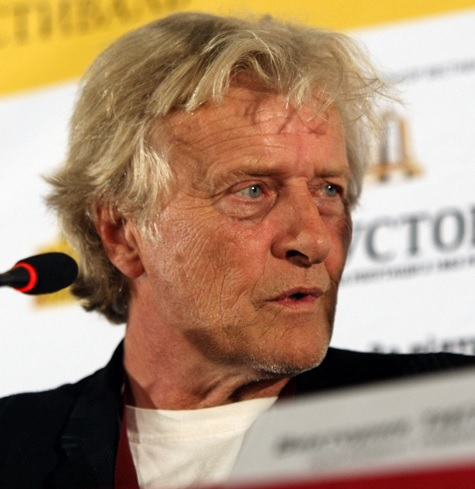
Rutger Hauer viveu Roy Batty no filme Blade Runner.

Roy Batty é um personagem, originalmente do livro "Do Androids Dream of Electric Sheep?" (nesta obra, seu nome é escrito "Roy Baty"), e do filme "Blade Runner". É um replicante e o principal antagonista do enredo.
Ativado em 8 de janeiro de 2016, Roy é um replicante (andróide) NEXUS-6, com número de série N6MAA10816, sendo um modelo de combate usado para o serviço militar. Torna-se o líder de um grupo de replicantes renegados (no livro são oito renegados e no filme são cinco) que tem o objetivo de encontrar uma maneira de prolongar suas vidas úteis, que geralmente são de 4 anos, e também escapar da escravidão braçal no meio em que viviam, no planeta Marte (pequenas diferenças no enredo de cada obra).
Roy morre em novembro de 2019 diante do protagonista, o ex-policial Rick Deckard, num dos momentos mais marcante do filme, quando o replicante declara o monólogo Lágrimas na chuva.
No filme Blade Runner, Roy Batty é interpretado pelo ator Rutger Hauer.